# Liste d'écrivains mozambicains
Cette liste vise à recenser la majeure partie des écrivains mozambicains :

## Liste alphabétique (par nom)
- Yohanna Abdallah (vers 1870-1924)
- Sebastião Alba (1940-)
- João dos Santos Albasini (1876–1922)
- Orlando de Albuquerque (1925-)
- João Fonseca Amaral (1928–1992)
- Armando Artur (1962-)
- Heliodoro Baptista (1944-2009)
- Nunu Bermudes (?)
- Juvenal Bucuane (1951-)
- Carlos Cardoso (1951–2000)
- Suleiman Cassamo (1962-)
- Pedro Chissano (1956-)
- Paulina Chiziane (1955-)
- João Paulo Borges Coelho (1955-)
- Sara Pinto Coelho (1913-1990)
- Augusto de Conrado (1904-?)
- Mia Couto (1955-)
- José Craveirinha (1922-2003)
- Deusa D'África (1988-)
- João Dias (1926–1949)
- Vítor Evaristo (1926-) (?)
- Fernando Ganhão (1937-2008)
- Delmar Maia Gonçalves (1969-)
- Luís Bernardo Honwana (1942-)
- Hirondina Joshua (1987-)
- Gulamo Khan (1952-1986)
- Ungulani Ba Ka Khosa (1957-)
- Rui Knopfli (1932-1997)
- Fátima Langa (1953–2017)
- Eugénio Lisboa (1930-)
- Albino Magaia (1947-2010)
- Lina Magaia (1940–2011)
- Guilherme de Melo (1931-2013)
- Orlando Mendes (1916-1990)
- Lília Momplé (1935-)
- Eduardo Mondlane (1920-1969)
- Aldino Muianga (1950-)
- Amélia Muge (pt) (1952-)
- Hélder Muteia (1960-)
- Malangatana Ngwenya (1936–2011)
- Rui Nogar (1935–1993)
- António Rui de Noronha (1909–1943)
- José Pedro da Silva Campos Oliveira (1847–1911)
- Marcelo Panguana (1951-)
- Luís Carlos Patraquim (1953-)
- Jorge Rebelo (1940-)
- Eusébio Sanjane (pt) (1988-)
- Glória de Sant'Anna (1925–2009)
- Marcelino dos Santos (1929-2020)
- Nelson Saúte (1967-)
- Calane da Silva (1945-)
- Bento Sitoe (1947-)
- Fernando Monteiro de Castro Soromenho (pt) (1910-1968)
- Noémia de Sousa (1926–2002)
- Teodomiro Leite de Vasconcelos (1944-1997)
- Jorge Viegas (1947-)
- Eduardo White (1963-2014)

## Liste chronologique
- José Pedro da Silva Campos Oliveira (1847–1911)
- Yohanna Abdallah (vers 1870-1924)
- João dos Santos Albasini (1876–1922)
- Augusto de Conrado (1904-?)
- António Rui de Noronha (1909–1943)
- Fernando Monteiro de Castro Soromenho (pt) (1910-1968)
- Sara Pinto Coelho (1913-1990)
- Orlando Mendes (1916-1990)
- Eduardo Mondlane (1920-1969)
- José Craveirinha (1922-2003)
- Glória de Sant'Anna (1925–2009)
- Orlando de Albuquerque (1925-)
- Noémia de Sousa (1926–2002)
- João Dias (1926–1949)
- Vítor Evaristo (1926-)
- João Fonseca Amaral (1928–1992)
- Marcelino dos Santos (1929-2020)
- Eugénio Lisboa (1930-)
- Guilherme de Melo (1931-2013)
- Rui Knopfli (1932-1997)
- Rui Nogar (1935–1993)
- Lília Momplé (1935-)
- Malangatana Ngwenya (1936–2011)
- Fernando Ganhão (1937-2008)
- Lina Magaia (1940–2011)
- Sebastião Alba (1940-)
- Jorge Rebelo (1940-)
- Luís Bernardo Honwana (1942-)
- Teodomiro Leite de Vasconcelos (1944-1997)
- Heliodoro Baptista (1944-2009)
- Calane da Silva (1945-)
- Albino Magaia (1947-2010)
- Bento Sitoe (1947-)
- Jorge Viegas (1947-)
- Aldino Muianga (1950-)
- Juvenal Bucuane (1951-)
- Marcelo Panguana (1951-)
- Carlos Cardoso (1951–2000)
- Gulamo Khan (1952-1986)
- Amélia Muge (pt) (1952-)
- Fátima Langa (1953–2017)
- Luís Carlos Patraquim (1953-)
- Paulina Chiziane (1955-)
- João Paulo Borges Coelho (1955-)
- Mia Couto (1955-)
- Pedro Chissano (1956-)
- Ungulani Ba Ka Khosa (1957-)
- Hélder Muteia (1960-)
- Suleiman Cassamo (1962-)
- Armando Artur (1962-)
- Eduardo White (1963-2014)
- Nelson Saúte (1967-)
- Delmar Maia Gonçalves (1969-)
- Hirondina Joshua (1987-)
- Deusa D'África (1988-)
- Eusébio Sanjane (pt) (1988-)